# 麥覺理大學醫院
麥覺理大學醫院位於澳洲麥覺理大學内，是一間教學爲主要用途的醫院。該醫院於2010年6月正式運作。麥覺理大學醫院是澳洲第一間的大學醫院。耗資2億5千萬澳元興建。該醫院設有182床位同大約200名的醫護人員。

## 外部連結
- 麥覺理大學醫院網站
- Australian School of Advanced Medicine （页面存档备份，存于）